# Munia Gasmi
Munia Gasmi (Batna,  2 de mayo de 1990) es una atleta paralímpica de argelina que compite principalmente en pruebas de deportes de lanzamiento de clasificación F32.

## Carrera atlética
Gasmi representó a su país en los Juegos Paralímpicos de Londres 2012, participando tanto en los eventos de lanzamiento de bala F32-34 como en los de lanzamiento de mazas F31/32/51. Terminó séptima en el lanzamiento de bala, pero una mejor distancia de 22,51 metros en el lanzamiento de mazas la llevó a la medalla de plata. Además de su éxito paralímpico. 

### Campeonatos del Mundo
Gasmi se ha clasificado para cuatro Campeonatos Mundiales consecutivos del IPC ganando una medalla de oro y tres de plata, dos de plata en lanzamiento de bala y una de oro y plata en lanzamiento de mazas. Su distancia de 25,07 metros en los Campeonatos Mundiales de ParaAtletismo de Londres de 2017 le dio a Gasmi su primer título mundial.
- Medalla de Oro, Medalla de Oro Mundial de Lanzamiento de mazas F32 en los Campeonatos Mundiales de Atletismo de Discapacitados de 2017 en Londres.
- Medalla de Plata, Medalla de Plata Mundial en Lanzamiento de bala F32/33/34 en el Campeonato Mundial de Atletismo para Discapacitados de 2015 en Doha.
- Medalla de plata, medalla de plata mundial en el de bala F32 en el Campeonato Mundial de Atletismo para Discapacitados en Lyon en 2013.
- Medalla de plata, mundial Medalla de plata para el de lanzamiento de mazas F32 en el Campeonato Mundial de Atletismo para Discapacitados de 2013 en Lyon.